# Río Caya
El río Caya (en portugués: rio Caia) es un río del suroeste de la península ibérica perteneciente a la cuenca hidrográfica del Guadiana, que en un corto tramo de su curso final forma la frontera natural entre España y Portugal y el resto transcurre por el país luso.

## Curso
Nace en la sierra de San Mamés, en Portugal, entre las parroquias de Reguengo y Ribeira de Nisa, en el municipio de Portalegre. Discurre por las localidades de Arronches y Caia, y desemboca en la margen derecha del río Guadiana, entre el municipio portugués de Elvas y el de Badajoz, ya en España.

## Puentes
A lo largo de la historia, el Camino Real de Madrid a Lisboa ha contado con al menos tres puentes para cruzar el río Caya. Los dos más modernos, construidos en los siglos XIX y XX, continúan en uso. Otro más antiguo se conserva en una finca cercana, habiendo quedado deslocalizado debido al cambio de cauce del río. Para la doble boda de Fernando VI —entonces infante Fernando de Borbón— con Bárbara de Braganza y de José I de Portugal —aún infante, José de Braganza— con Mariana Victoria de Borbón se construyó un puente-palacete sobre el río para las capitulaciones. La ceremonia tuvo lugar en Badajoz, por estar en la vía entre Lisboa y Madrid, cerca de la frontera. Posiblemente existieran otros de los que no se conserva constancia clara.

## Afluentes
- Ribeira de Arronches o Alegrete
- Ribeira de Algalé

## Embalses
- Embalse del Caia